# 괘종시계

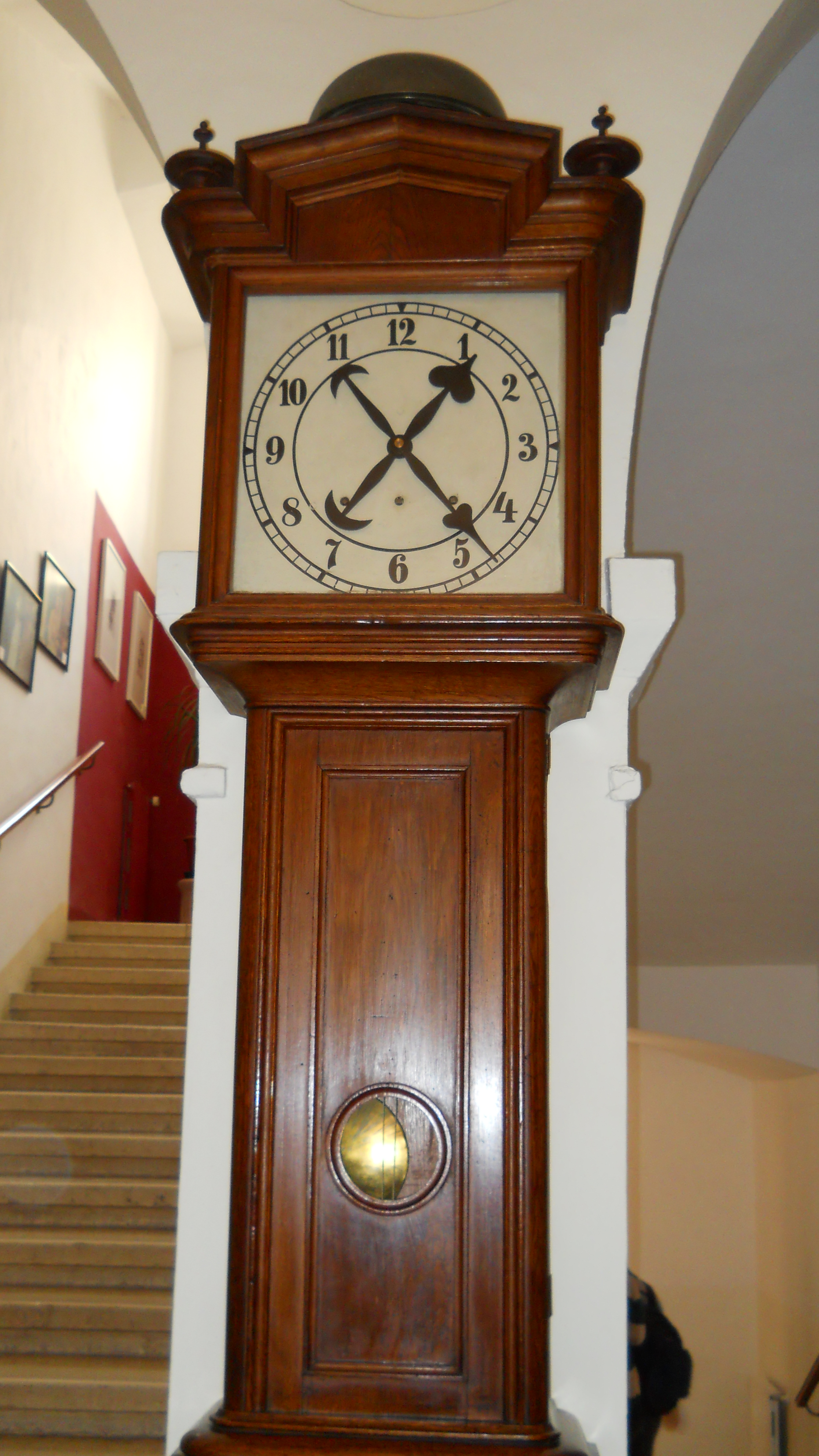
오스트레일리아호텔 로비에 있는 중고 괘종시계

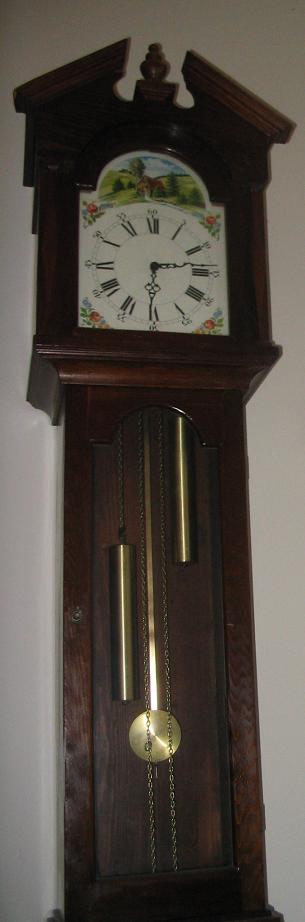

괘종시계(掛鐘時計, 영어: grandfather clock 또는 longcase clock, tall-case clock, floor clock)는 매시간마다 종이 울리는 큼지막한 추시계이다. 몸통이 위아래로 길쭉하여 탑과 같은데 이 탑 안에 추와 진자가 들어있다. 벽에 걸거나 세워 놓는다.